# SUSE S.A.

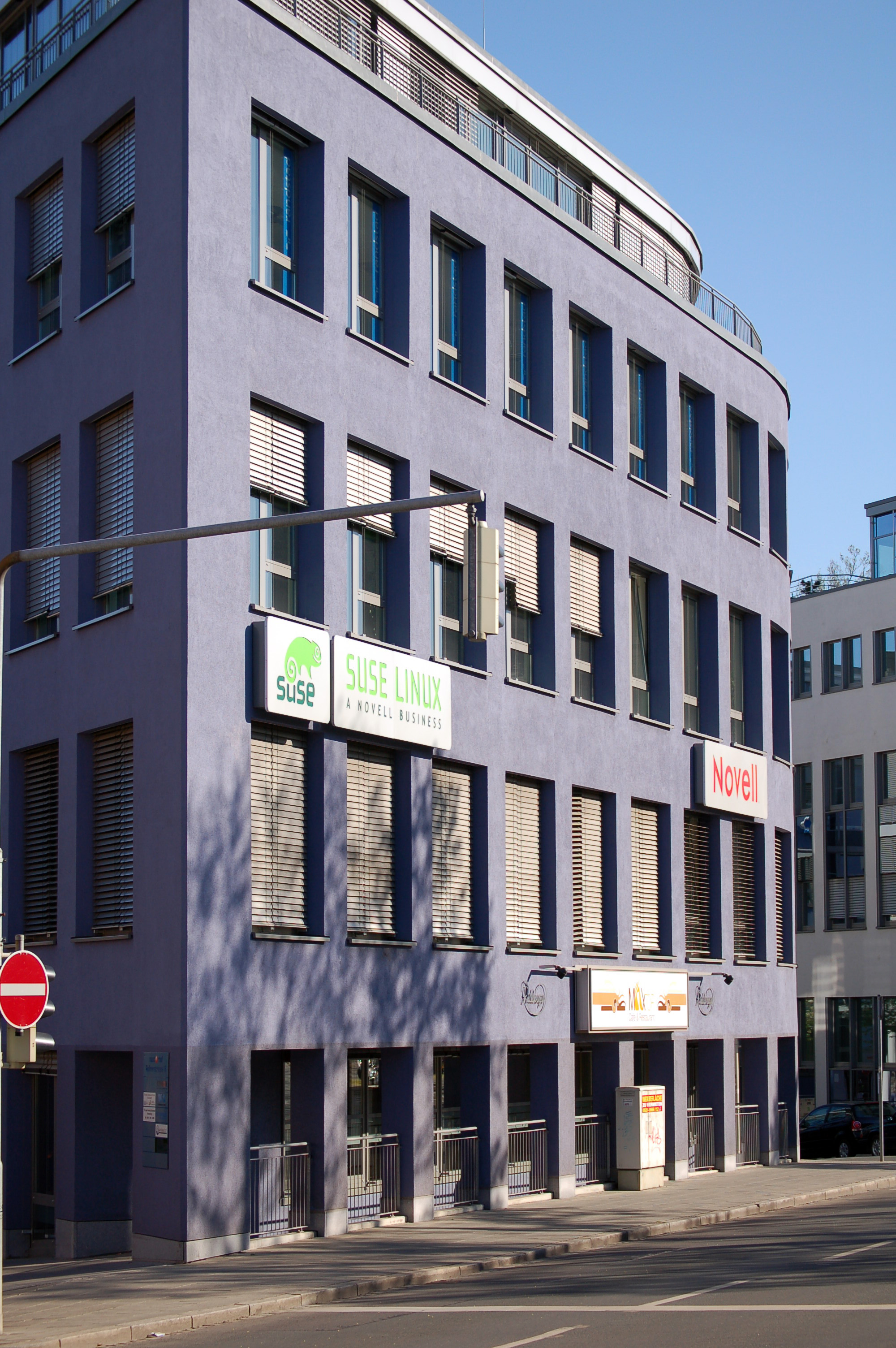
Unternehmensgebäude SUSE in Nürnberg (2007)

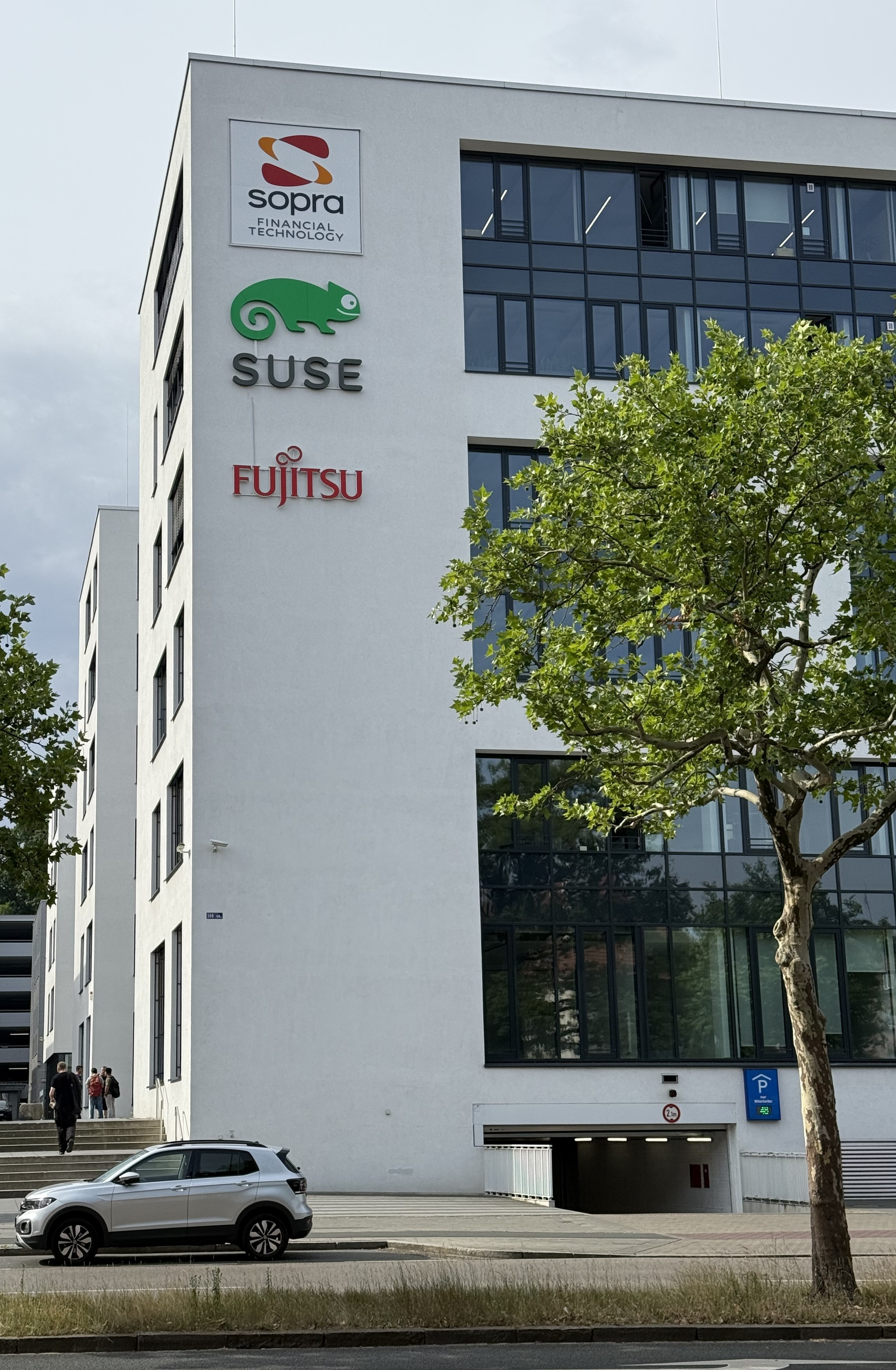
Unternehmensgebäude SUSE in Nürnberg, 2025

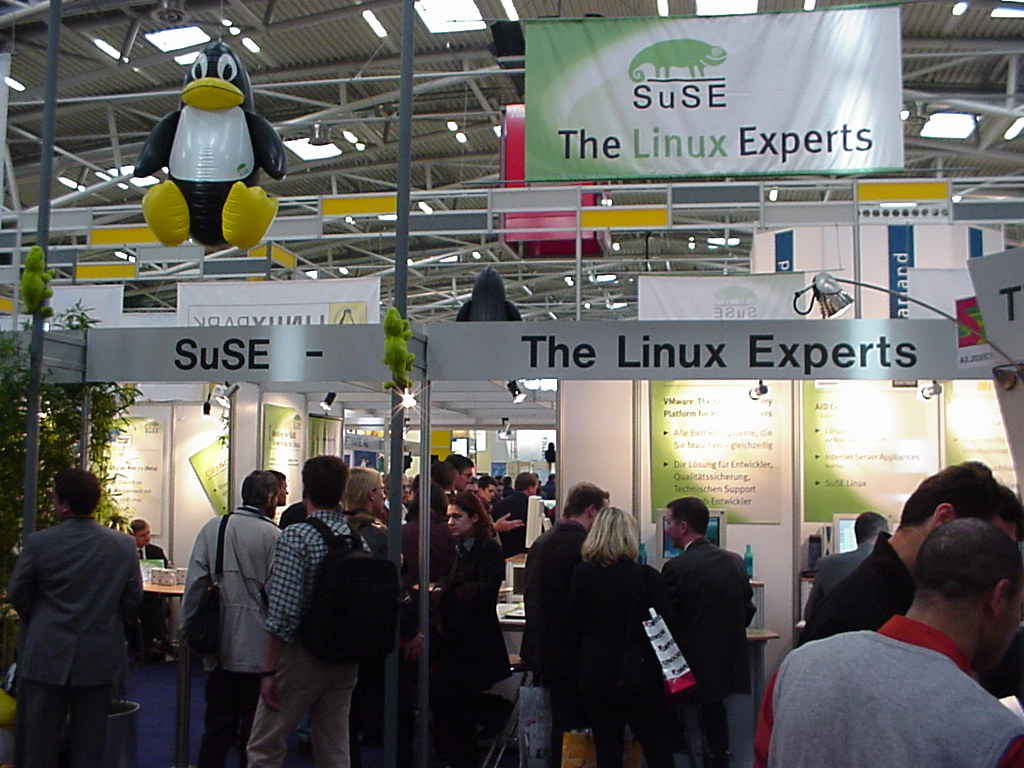
Messestand der SuSE Linux AG, Systems 2000

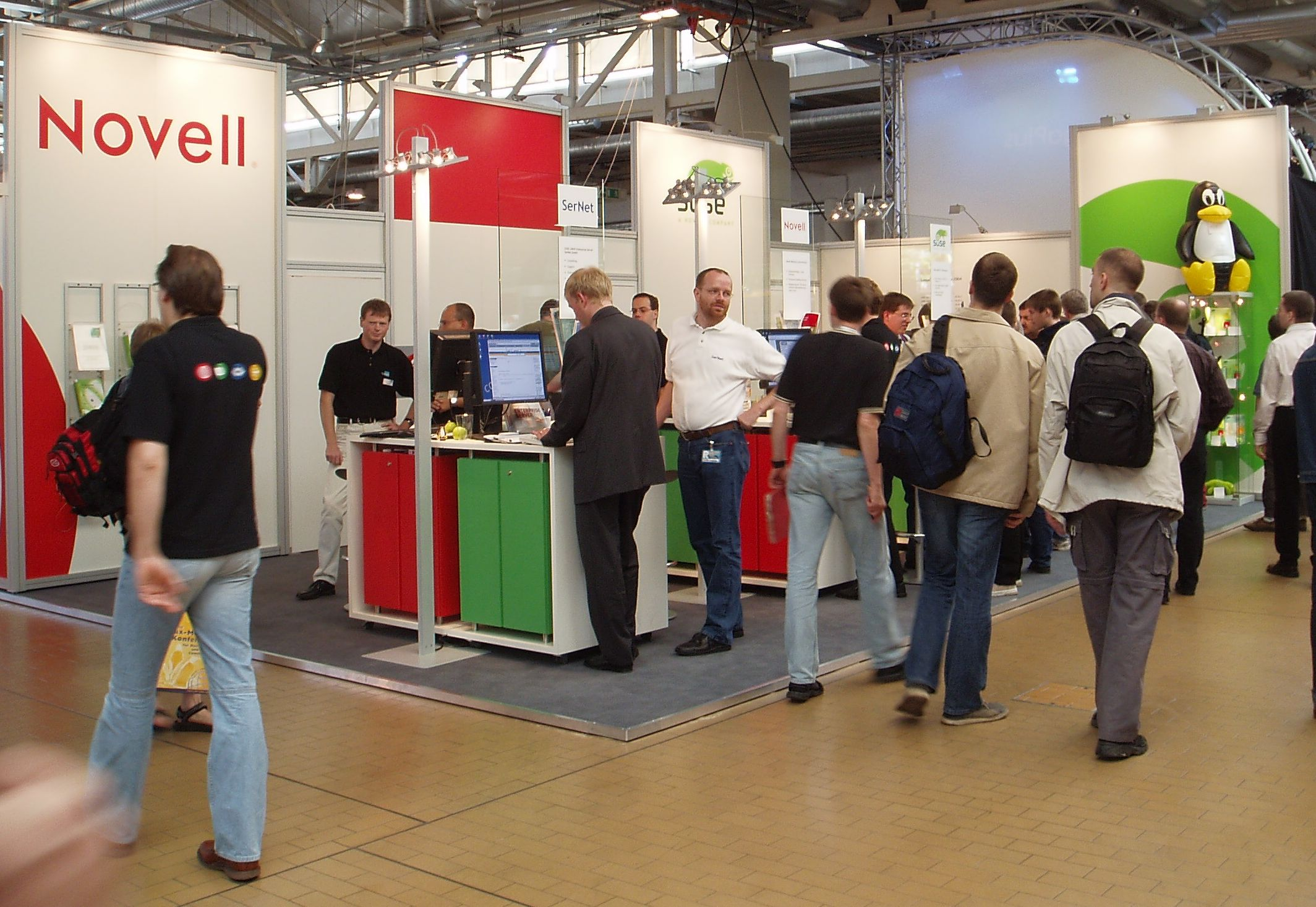
Novell / SUSE auf dem LinuxTag 2004

Die SUSE S.A. ist ein international tätiges Softwareunternehmen mit Hauptsitz in Luxemburg, dessen Hauptprodukte die gleichnamige Linux-Distribution und der dazugehörige Kundendienst sind. Nach mehreren Umfirmierungen handelt es sich wieder um eine eigenständige Geschäftseinheit, die der schwedische Finanzinvestor EQT Partners von Micro Focus übernahm.

## Unternehmensgeschichte
Im September 1992 gründeten Roland Dyroff, Burchard Steinbild, Hubert Mantel und Thomas Fehr die „Gesellschaft für Software und Systementwicklung mbH“. Der Name S.u.S.E. stand dabei als Akronym für Software- und System-Entwicklung. Als erstes eigenes Linux-Produkt wurde dabei eine Erweiterung der Linux-Distribution Slackware vertrieben, die auf 40 Disketten ausgeliefert wurde. Das Unternehmen übersetzte die Distribution in einer Kooperation mit dem Slackware-Gründer Patrick Volkerding ins Deutsche. Der Kern der Distribution blieb jedoch Slackware, bis SuSE im Mai 1996 die erste eigene Distribution, basierend auf der Jurix-Distribution von Florian La Roche, veröffentlichte.
1997 eröffnete S.u.S.E. ein Büro in Oakland.
1998 wurde der Hauptsitz von Fürth nach Nürnberg verlegt; im Dezember 1998 wurde der Unternehmensname (Firma) von S.u.S.E. in SuSE geändert. Im Laufe der folgenden Zeit eröffnete SuSE dann insgesamt sechs nationale und vier internationale (USA, Tschechien, Großbritannien und Italien) Niederlassungen.
Am 25. November 2002 wurde Richard Seibt Geschäftsführer von SuSE.

### Eigentumsgeschichte
Am 4. November 2003 gab Novell die Übernahme der SuSE LINUX AG zum Preis von 210 Millionen US-Dollar bekannt. Im August 2005 wurde mit dem Launch des openSUSE-Community-Projekts begonnen, die Weiterentwicklung von SUSE Linux für externe Benutzer und Entwickler zu öffnen. Novell schlug damit einen ähnlichen Weg wie Red Hat mit dem Fedora-Projekt ein. Novells zukünftige Linux-Varianten werden dann mit Hilfe der openSUSE-Community entwickelt. 2011 trat das Unternehmen dem Beirat der Document Foundation bei.
Der Firmensitz von SUSE wurde nach der Übernahme durch Novell von Nürnberg nach Massachusetts in den USA verlagert. Im Zuge der Übernahme Novells durch die Attachmate Group im Jahr 2011 wurde der Firmensitz nach Nürnberg zurückverlegt.
Die SUSE Linux GmbH war ein Tochterunternehmen von Novell, das organisatorisch dem Novell-Hauptsitz in den USA zugeordnet war und nicht zur deutschen Novell GmbH. Der Grund dafür war, dass bei SUSE Linux mit Stand Dezember 2005 in Nürnberg unter anderem 250 Entwickler beschäftigt waren, die in die weltweite Produktentwicklung eingebunden waren, die von den USA aus gesteuert wurde. Die deutsche Novell GmbH war dagegen für den Vertrieb und die Vermarktung der Novell-Produkte, darunter auch SUSE-Linux-Produkte, in Deutschland, Österreich und der Schweiz zuständig. Im Zuge der Übernahme von Novell durch Attachmate im Mai 2011 ist SUSE von Novell getrennt und als eigene Geschäftseinheit SUSE wieder ausgegründet worden.
Nach der Übernahme von Attachmate durch Micro Focus International im Jahr 2014 blieb die SUSE LLC unter dem neuen Eigentümer weiterhin eigenständig.
Im Juli 2018 wurde SUSE an die schwedische Investitionsgruppe EQT Partners AB für 2,5 Milliarden US-Dollar weiterverkauft. Formaler Eigentümer ist hierbei eine neu gegründete Gesellschaft „Marcel BidCo GmbH“ mit Sitz in München, inzwischen wird die Nürnberger SUSE-Adresse als Geschäftsadresse angegeben.
Ende 2020 gab SUSE die Übernahme des Kubernetes-Spezialisten Rancher Labs bekannt.
Im 2. Quartal 2021 gab SUSE die Absicht bekannt, in eine Aktiengesellschaft umzufirmieren und Anteile im Rahmen eines IPO an die Frankfurter Börse zu bringen. Als Tag der Erstnotiz wurde der 19. Mai 2021 gewählt. Der Erstausgabepreis der Aktie betrug 30 Euro. Der Erlös aus dem Börsengang belief sich auf 1,12 Milliarden Euro. Auch nach dem IPO besitzt EQT noch rund drei Viertel der Anteile an SUSE, neue Großinvestoren beim Börsengang waren Capital Research Global Investors sowie GIC Private Limited.
Ende Oktober 2021 hat SUSE das auf Container-Sicherheit spezialisierte Unternehmen NeuVector für 130 Millionen US-Dollar übernommen.
Der Aktienkurs des Unternehmens brach seit IPO um 71 % ein. Im August 2023 gab EQT bekannt, Aktien von SUSE rückzukaufen und ein Delisting der Aktie einzuleiten. Kleinsparern wurde ein Angebot zum Rückkauf gemacht, die Teile des dramatischen Kursverlustes ausglichen. In dem Zuge wurde auch CEO Melissa Di Donato durch Dirk-Peter van Leeuwen ersetzt.
2024 übernahm man StackState, die sich auf die Systemüberwachung von Kubernetes-Clustern spezialisiert hatten.

## Produkte
In den frühen 90ern vertrieb man zunächst Betriebssysteme auf Datenträgern zusammen mit gedruckten Handbüchern im Fach- und Buchhandel. Zunächst eine ins Deutsche übersetzte Version von Softlanding Linux System. 1994 folgte vertrieb man als S.u.S.E. 1.0 (auf dem zuvor freigegebenen Kernel 1.0) eine lokalisierte Version von Slackware, LST und DLD auf zwei CD-ROM. Im Mai 1996 folgte SuSE Linux auf Basis jurix mit vereinfachter ISDN-Konfiguration. In einer Kooperation mit Siemens Nixdorf wurde SuSE Linux als Dual-Boot-Option in den Workstations ausgeliefert. 1998 fokussierte man sich mit S.u.S.E. Business Linux auf den Geschäftsbereich. In Kooperation mit Transtec wurde es auf deren Workstations vorinstalliert. Mit SuSE Advance Linux Technology (SALT) bot man maßgeschneiderte Lösungen für 19-Zoll-Racks an.

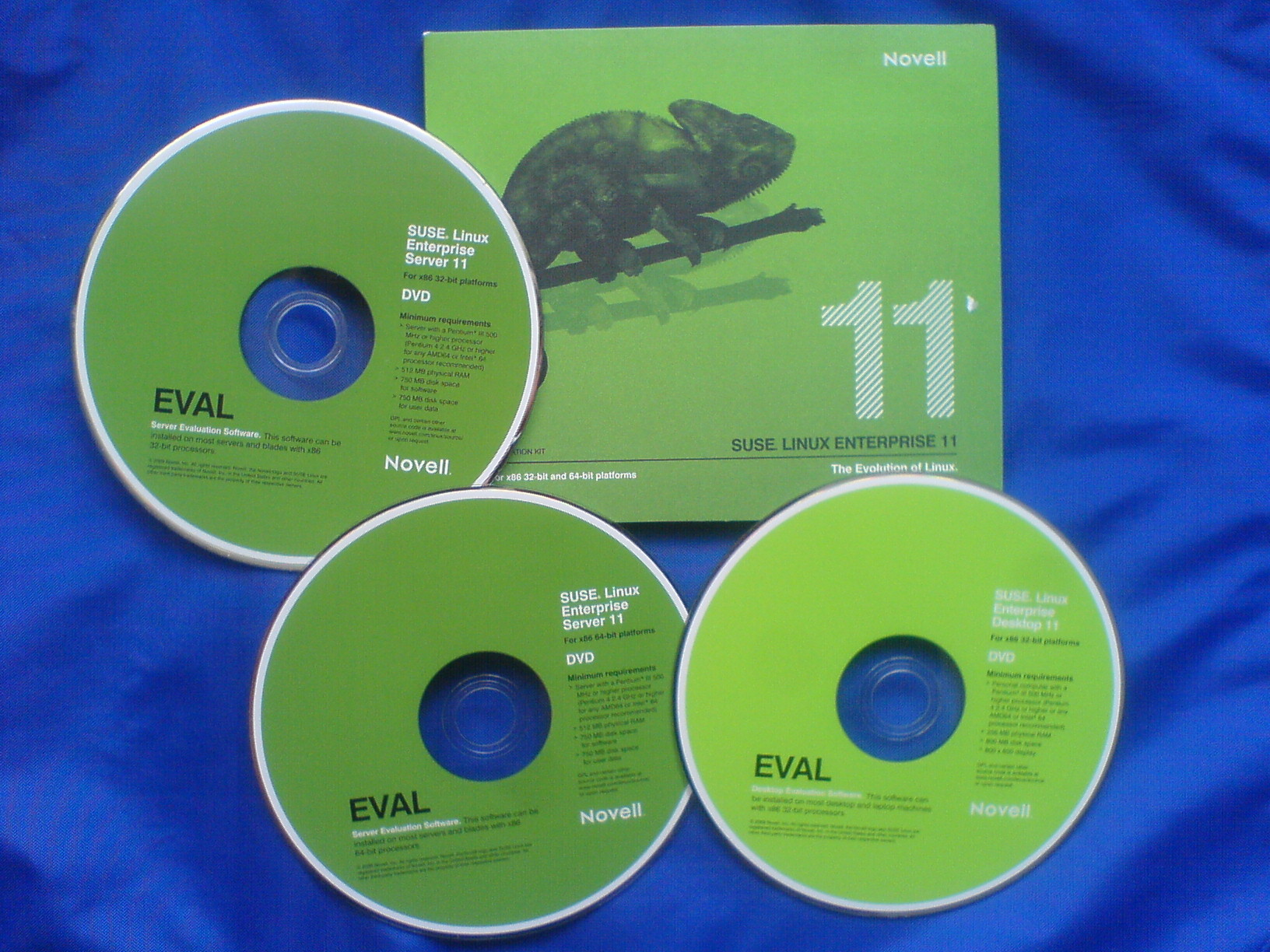
DVD-Datenträger von SLES 11

Später wurde mit dem openSUSE-Projekt eine Basis geschaffen, bei dem Gemeinschaft Pakete beisteuern kann und das auch als eigenständige Linux-Distribution fungiert. Davon abgegrenzt sind die proprietären Lösung, die fortan als SUSE Linux Enterprise Server (SLES) und SUSE Linux Enterprise Desktop (SLED) an Firmenkunden vermarktet wurden und deutlich längere Unterstützungszeiträume bieten. Zudem sind SAP zertifizierte Varianten Teil des Portfolios. Auch bei AWS ist man eine offizielle Option.
Bis 2004 bot man im Groupware-Segment kommerzielle Unterstützung für den Open-Xchange Server an. Ebenso gab man seine Supportverträge für LibreOffice an Collabora ab. Der Open School Server war ein angepasster SLES für Schulen, der jedoch auch aufgegeben und an die Extis GmbH ausgelagert wurde. Etwa 7 Jahre lang bot man das IaaS Produkt OpenStack Cloud an. 2021 wurde SUSE Enterprise Storage (SES) auf Basis von Ceph aus dem Programm genommen.
Nach der Übernahme von Rancher Labs bietet SUSE auch Kubernetes-Plattformen für SAP-Anwendungen sowie eine eigene agentenbasierte KI-Lösung an. Mit dem SUSE Multi-Linux Manager (vormals SUSE Manager) bietet eine Administrationslösung für heterogene IT-Landschaften. 2024 präsentierte man mit SLE Micro eine optimierte Variante zur Containervirtualisierung und mit SUSE Edge eine IoT-Plattform für das industrielle Umfeld. Zudem bietet man eine Variante SUSE Edge for Telco speziell für Telekommunikationsanbieter an.